# Ulf Thoresen
Ulf Sverre Thoresen, född 12 februari 1946 i Larvik i Vestfold fylke, död 11 juli 1992, var en norsk travtränare och travkusk. Han räknas som Norges främsta inom travsporten. Som kusk vann han bland annat Europeiskt mästerskap för kuskar två gånger (1973 och 1986) och World Driving Championship fyra gånger (1973, 1977, 1979 och 1981), något som ingen annan kusk klarat av. Han vann även Nordamerikas största treåringslopp Hambletonian Stakes 1986 tillsammans med Nuclear Kosmos.

## Karriär
Thoresen vann sitt första travlopp 1964, då han var 18 år gammal, med hästen Turist Ford. Under hela karriären vann han 4018 lopp (endast i Norge), och körde in ca 63 miljoner norska kronor. Thoresen vann lopp i 14 olika länder, därav även flera internationella storlopp. Han var vid sin död den segerrikaste travkusken i Norge genom tiderna.
Thoresen vann sitt sista travlopp på Klosterskogen Travbane den 2 juli 1992 med hästen Troll Sokken.
1977 gavs boken Trollmann med tømmene (ISBN 9788203093517) ut. 

## Hyllningar
Varje år arrangeras Ulf Thoresens Minneslopp på Jarlsberg Travbane. På banan står sedan 1997 även en bronsstaty föreställande Thoresen, skapad av Brit Sørensen.
2007 blev han, tillsammans med Sören Nordin, de första som valdes in i Travsportens Hall of Fame.

## Större segrar i urval
| År   | Lopp                  | Häst           | Tränare         | Grupp   |
| ---- | --------------------- | -------------- | --------------- | ------- |
| 1976 | Oslo Grand Prix       | Grande Frances | Bengt Arvidsson | Grupp 1 |
| 1977 | C.L. Müllers Memorial | Grande Frances | Bengt Arvidsson | Grupp 2 |
| 1977 | Gävle Stora Pris      | Grande Frances | Bengt Arvidsson |         |
| 1978 | Oslo Grand Prix       | Grande Frances | Bengt Arvidsson | Grupp 1 |
| 1978 | Gävle Stora Pris      | Grande Frances | Bengt Arvidsson |         |
| 1985 | Norskt Kallblodsderby | Alm Svarten    | Knut Alm        |         |
| 1986 | Elitkampen            | Alm Svarten    | Knut Alm        |         |
| 1986 | Hambletonian Stakes   | Nuclear Kosmos | Per Henriksen   |         |
| 1986 | International Trot    | Habib          | Roger Walmann   |         |
| 1987 | Olympiatravet         | Grades Singing | Hervé Filion    | Grupp 1 |
| 1987 | Harper Hanovers Lopp  | Gabriel Spin   | Ulf Thoresen    | Grupp 2 |
| 1987 | Elitkampen            | Alm Svarten    | Knut Alm        |         |